# Pileanthus bellus
Pileanthus bellus är en myrtenväxtart som beskrevs av Gregory John Keighery. Pileanthus bellus ingår i släktet Pileanthus och familjen myrtenväxter. Inga underarter finns listade i Catalogue of Life.